# Forcipomyia asymmetrica
Forcipomyia asymmetrica är en tvåvingeart som beskrevs av Remm 1980. Forcipomyia asymmetrica ingår i släktet Forcipomyia och familjen svidknott.
Artens utbredningsområde är Kazakstan. Inga underarter finns listade i Catalogue of Life.